# 사랑나눔위캔
사랑나눔위캔은 장애인, 사회적 소회계층의 다양한 문화․예술․체육활동 등에 참여를 통하여 소외감을 극복하고 자립심 고취와 자활의 기반을 조성하여 어울려 함께사는 사회의 풍토 조성을 목적으로 2010년 7월 1일 설립된 대한민국 문화체육관광부 소관의 사단법인이다. 사무실은 서울특별시 중구 장충동1가 117 제일상호저축은행빌딩 401호 (우 : 100-391)에 있다.

## 주요 사업
- 장애인 및 가족에 대한 음악·미술·연극 등 각종 공연 관람 및 직접체험기회 제공
- 장애인 및 가족에 때한 스포츠․레저활동 체험기회 제공
- 사회참여를 통해 과심과 재능을 보이는 장애인에 대하여 해당 기술을 습득할 학습기회 제공
- 장애인의 직업재활을 염두에 둔 예술·스포츠·레저 전문가그룹과의 멘토링지원 결연
- 장애인을 보조할 전문서포터그룹 육성
- 국내외 관련단체와의 각종 교류사업 등